# Banū Thaqīf
I Banū Thaqīf (in arabo ﺑﻧﻮ ﺛﻘﻴﻒ‎?) furono una tribù araba insediata nella città higiazena di Ṭāʾif, allo stesso modo in cui i Quraysh erano insediati a Mecca.

## Storia
La tribù adorava nell'età della Jāhiliyya la dèa Allāt.
Il profeta islamico Maometto pensò per un breve periodo di spostare la sua piccola comunità di fedeli musulmani a Ṭāʾif ma la pessima accoglienza ricevuta lo fece desistere presto dal suo tentativo. 

Nel corso della sua conquista del Ḥijāz, tentò più volte di conquistarla ma le solide (e inusuali) mura difensive impedirono la sua caduta, vista la totale carenza, a quell'epoca, di conoscenze ossidionali da parte dei suoi uomini e degli Arabi settentrionali in genere.

Ṭāʾif si arrese volontariamente solo nel 630, quando il destino della regione era ormai chiaramente segnato. Come segno di relativo riguardo (segno anche di un'indole chiaramente sensibile agli aspetti psicologici), Maometto incaricò un musulmano thaqafita, al-Mughira ibn Shu'ba di distruggere il santuario di Allāt.

## Esponenti di spicco
Componenti di rilievo della tribù furono:
- ʿAbd Yā Layl b. ʿAmr[2]
- 'Uthman ibn Abi l-'As[2]
- 'Urwa ibn Mas'ud[2]
- al-Mughira ibn Shu'ba[2]
- Nafi' ibn al-Harith
- Dawud ibn 'Urwa ibn Mas'ud al-Thaqafi, che sposò Habiba bint 'Ubayd Allah
- Akhnas ibn Shariq
- Al-Mukhtar ibn Abi 'Ubayd
- al-Hajjaj ibn Yusuf
- Al-Hurr ibn 'Abd al-Rahman al-Thaqafi
- Abu Righal